# 平林たい子文学賞
平林たい子文学賞（ひらばやしたいこ　ぶんがくしょう）は、作家平林たい子（1972年没）の遺志に基づき、「文学に生涯を捧げながら、あまり報われることのなかった人に」という意向から、毎年すぐれた小説・評論で（原則）各1作品を対象とする文学賞。
平林と長い親交があった渡辺久二郎が「平林たい子記念文学会」の代表者となり設定した。1989年の第17回より講談社主催となり、1997年の第25回目をもって終了した。

## 受賞者

### 第1回から第5回
- 第1回（1973年）
  - 小説部門
    - 受賞作
      - 耕治人 『この世に招かれてきた客』

    - 候補作
      - 鄭承博 『裸の捕虜』
      - 後藤みな子 『刻を曳く』
      - 小林美代子 『繭となった女』
      - 島村利正 『奈良登大路町』
      - 林健 『背中から見る』

  - 評論部門
    - 受賞作
      - 竹西寛子 『式子内親王・永福門院』
      - 山室静 『山室静著作集』

    - 候補作
      - 奥野健男 『文学における原風景』
      - 平川祐弘 『クレイグ先生と藤野先生』
- 第2回（1974年）
  - 小説部門
    - 受賞作
      - 藤枝静男 『愛国者たち』
      - 日野啓三 『此岸の家』

    - 候補作
      - 後藤明生 『挟み打ち』
      - 金鶴泳 『石の道』
      - 吉田満 『臼淵大尉の場合』
      - 島村利正 『絵島流罪考』
      - 黒井千次 『夢のいた場所』

  - 評論部門
    - 受賞作
      - 伊藤信吉 『ユートピア紀行』

    - 候補作
      - 尾崎秀樹 『修羅明治の秋』
      - 秦恒平 『女文化の終焉』
      - 饗庭孝男 『小林秀雄と保田與重郎』
      - 真壁仁 『吉田一穂論』
- 第3回（1975年）
  - 小説部門
    - 受賞作
      - 小沼丹 『椋鳥日記』

    - 候補作
      - 島村利正 『乳首山の見える場所』、『城址のある町』
      - 坂上弘 『枇杷の季節』、『白い道』
      - 岡松和夫 『小蟹のいる村』、『百合鴎』

  - 評論部門
    - 受賞作
      - 若杉慧 『長塚節素描』
      - 小田嶽夫 『郁達夫伝』

    - 候補作
      - 松原新一 『「愚者」の文学』
      - 巖谷大四 『波の跫音』
      - 上田三四二 『眩暈を鎮めるもの』
      - 馬場あき子 『穢土の夕映え』
- 第4回（1976年）
  - 小説部門
    - 受賞作
      - 島村利正 『青い沼』

    - 候補作
      - 澤野久雄 『未知の結婚』
      - 後藤明生 『思い川』
      - 黒井千次 『眼の中の町』
      - 坂上弘 『優しい人々』

  - 評論部門
    - 受賞作
      - 村松剛『死の日本文学史』

    - 候補作
      - 中田耕治 『ルクレツィア・ボルジア』
      - 大岡信 『岡倉天心』
      - 今井信雄 『白樺の周辺』
      - 馬場あき子 『修羅と艶』
- 第5回（1977年）
  - 小説部門
    - 受賞作
      - 直井潔 『一縷の川』
      - 後藤明生 『夢かたり』

    - 候補作
      - 青山光二 『竹生島心中』
      - 結城信一 『萩すすき』

  - 評論部門
    - 受賞作
      - なし

    - 候補作
      - 進藤純孝 『伝記川端康成』
      - 高橋英夫 『元素としての「私」』
      - 饗庭孝男『太宰治論』
      - 秦恒平『谷崎潤一郎』
      - 桶谷秀昭 『天心・鑑三・荷風』

### 第6回から第15回
- 第6回（1978年）- 宮内寒弥『七里ヶ浜』/橋本都耶子『朝鮮あさがお』
- 第7回（1979年）- 中野孝次『麦熟るる日に』/上田三四二『うつしみ－この内なる自然』/桶谷英昭『ドストエフスキイ』
- 第8回（1980年）- 青山光二『闘いの構図』
- 第9回（1981年）- 池田みち子『無縁仏』
- 第10回（1982年）- 岩橋邦枝『浅い眠り』/八匠衆一『生命盡きる日』/渡辺保『忠臣蔵―もう一つの歴史感覚』
- 第11回（1983年）- 渋川驍『出港』/金子きみ『東京のロビンソン』
- 第12回（1984年）- 梅原稜子『四国山』/辻井喬『いつもと同じ春』/奥野健男『“間”の構造』/新庄嘉章『天国と地獄の結婚―ジッドとマドレーヌ』
- 第13回（1985年）- 杉森久英『能登』/福井馨『風樹』/高橋英夫『偉大なる暗闇』
- 第14回（1986年）- 笹本定『網』/三木卓『馭者の秋』
- 第15回（1987年）- 戸田房子『詩人の妻　生田花世』/森常治『文学記号の空間』

### 第16回から第25回
- 第16回（1988年）- 石原慎太郎『生還』/雨宮雅子『斎藤史論』
- 第17回（1989年）- 津島佑子『真昼へ』/山田詠美『風葬の教室』
- 第18回（1990年）- 坂内正『カフカの「アメリカ（失踪者）」』
- 第19回（1991年）- 吉目木晴彦『誇り高き人々』
- 第20回（1992年）- 岩阪恵子『画家小出楢重の肖像』/村田喜代子『真夜中の自転車』
- 第21回（1993年）- 大城立裕『日の果てから』
- 第22回（1994年）- 伊井直行『進化の時計』/樋口覚『一九四六年の大岡昇平』/井口時男『悪文の初志』
- 第23回（1995年）- 稲葉真弓『声の娼婦』/川村湊『南洋・樺太の日本文学』
- 第24回（1996年）- 福田和也『甘美な人生』/村上龍『村上龍映画小説集』
- 第25回（1997年）- 川西政明『わが幻の国』/車谷長吉『漂流物』/保坂和志『季節の記憶』/高橋昌男『独楽の回転　甦る近代小説』

## 選考委員
- 第1回 - 有吉佐和子、円地文子、今日出海、丹羽文雄、平野謙、山本健吉、和田芳恵
- 第2回から第5回 - 円地文子、今日出海、佐伯彰一、丹羽文雄、平野謙、山本健吉、和田芳恵